# Techno dance party I
Techno dance party vol. I Reprezintă prima compilație de tehno-dance din România. A fost produsă de „K1-United Media Artists” și lansată pe 27 iunie 1996.

## Piese (selecție)
- Bass Reflex
- Double D - Rupeți tăcerea
- Double D - Poate
- MB&C - Tu știi
- Proiect K1 - A fi
- Proiect K1 - O nouă generație
- Ro-Mania
- t-Short - Eu nu știu de ce
- t-Short - Noapte de vis
- Technofriends
- U-Nite - Get The Real Thing